# Girolamo Carafa
Pour les articles homonymes, voir Carafa.
Pour les autres membres de la famille, voir Famille Carafa.
Girolamo Carafa (parfois orthographié Caraffa et parfois hispanisé en Jerónimo Carafa), marquis de Montenero (Montenero, 1564 - Gênes, 1633), fut un général d'armée italien de la fin du XVIe siècle et XVIIe siècle au service de l'Espagne et du Saint-Empire. Il fut également vice-roi d'Aragon.

## Biographie

### Famille et formation
Membre de la puissante famille Carafa, né dans le royaume de Naples alors sous domination espagnole, il était le fils de Rainaldo Carafa et de Porzia Caracciolo, fille du duc de Sicignano.
Il fut envoyé à quatorze ans à Rome où il reçut une solide éducation auprès de son oncle, le cardinal Antonio Carafa. Il épouse la jeune Hyppolita de Lannoy, nièce du vice-roi de Naples Charles de Lannoy.

### Carrière militaire

#### Campagnes dans les Pays-Bas espagnols
Contre la volonté de sa famille, il s'engage dans les armées du roi d'Espagne en 1587 et sert en Flandres sous les ordres d'Alexandre Farnèse lors de la guerre contre les Hollandais révoltés. Il combat contre les armées de Henri IV de France à Ligne en 1590 et à Rouen en 1592 puis commande ses propres troupes en Frise, dans le Brabant et dans les Flandres. 

#### Siège d'Amiens
Lors de la guerre franco-espagnole de 1595-1598, il reçoit la direction des troupes espagnoles lors du siège d'Amiens en 1597 après que le général 
Hernán Tello de Portocarrero ait été tué lors d'une sortie. Assiégé depuis plusieurs mois dans Amiens, l'armée de secours envoyé par les Espagnols ayant été repoussée par les Français, Carafa est contraint de se rendre le 25 septembre 1597 après six mois de siège : il capitule selon des termes honorables et reçoit les honneurs du roi Henri IV. 
Après son départ des Pays-Bas, il participa au siège d'Ostende puis, en Italie, à la guerre contre la Savoie. Une fois la paix revenue, il devient capitaine de cavalerie, basé en Sicile. 

#### Au service de Ferdinand II d'Autriche
Il accepte alors une offre pour passer au service de l'empereur Ferdinand II de Habsbourg, alors que commence la guerre de Trente Ans. Carafa est envoyé en Bohème en 1620 : il participa fortement à la victoire impériale lors de la Bataille de la Montagne Blanche, lorsque, dans une action décisive, il parvint à empêcher l'union des troupes de Gabriel Bethlen avec celles de ses alliés bohémiens. Après la victoire, l'empereur fit de Carafa l'un de ses conseillers personnels, le nomma maréchal de camp (feldmarschall) et lui conféra le titre de Prince du Saint-Empire (Reichsfürst). Il participa ensuite à des affrontements autour de Milan.

#### Retour en Espagne et mort d'un glorieux guerrier
Rappelé en Espagne, il fut nommé vice-roi d'Aragon, charge qu'il occupa à partir de 1632. À nouveau envoyé sur le front hollandais, Carafa mourut en cours de route à Gênes, en avril 1633.

## Sources
- (de) ADB
- C. A. Schweigerd: Österreichs Helden und Heerführer. Band 1, Wurzen 1857, S. 644–647